# ديفيد بلوم (صحفي)
ديفيد بلوم (بالإنجليزية: David Bloom)‏ هو صحفي أمريكي، ولد في 22 مايو 1963 في إدينا في الولايات المتحدة، وتوفي في 6 أبريل 2003 في العراق إبان حكم حزب البعث بسبب انصمام رئوي.

## وصلات خارجية
- ديفيد بلوم على موقع IMDb (الإنجليزية)
- ديفيد بلوم على موقع إن إن دي بي (الإنجليزية)
- ديفيد بلوم على موقع قاعدة بيانات الفيلم (الإنجليزية)